# Gerhard Taddey
Gerhard Taddey (* 16. November 1937 in Gelsenkirchen; † 13. November 2013 in Ludwigsburg) war ein deutscher Archivar und Historiker. Er war von 1993 bis 2002 Leiter des Staatsarchivs Ludwigsburg.

## Leben
Gerhard Taddey studierte Geschichte und Anglistik an den Universitäten Göttingen und Freiburg im Breisgau. Nach seiner Promotion 1964 mit einer Arbeit bei Hermann Heimpel über die Geschichte des Klosters Heiningen bei Wolfenbüttel und der Ausbildung zum wissenschaftlichen Archivar an der Archivschule Marburg (1965–1967) war er nacheinander im Hauptstaatsarchiv Stuttgart (1967–1971), im Hohenlohe-Zentralarchiv Neuenstein (1971–1986) sowie in der Landesarchivdirektion Baden-Württemberg (1986–1993) tätig. Im Jahr 2000 habilitierte er sich an der Universität Tübingen. 1993 wurde er mit der Leitung des Staatsarchivs Ludwigsburg betraut. 2002 trat er in den Ruhestand.
Er war von 1995 bis 2005 Vorsitzender der Kommission für geschichtliche Landeskunde in Baden-Württemberg und Herausgeber und Mitverfasser des Lexikons der deutschen Geschichte sowie zahlreicher Beiträge zur württembergischen Landesgeschichte.

## Schriften (Auswahl)
- Das Kloster Heiningen von der Gründung bis zur Aufhebung. Vandenhoeck u. Ruprecht, Göttingen 1966.
- Kein kleines Jerusalem. Geschichte der Juden im Landkreis Schwäbisch Hall. Thorbecke, Sigmaringen 1992.
- (Hrsg.) Carlo Schmid – Mitgestalter der Nachkriegsentwicklung im deutschen Südwesten. Symposium anläßlich seines 100. Geburtstags am 7. Dezember 1996 in Mannheim. Kohlhammer, Stuttgart 1997.
- (Hrsg.) Lexikon der deutschen Geschichte. Ereignisse, Institutionen, Personen. Von den Anfängen bis zur Kapitulation 1945. Unter Mitarbeit von Historikern und Archivaren, Kröner, Stuttgart 1977, 3. Auflage 1998.